# Memorial of Right
Das Memorial of Right ist ein Dokument, welches Vertreter der Māori in Neuseeland nach einem 29 Tage dauernden Protestmarsch dem damaligen Premierminister Bill Rowling am 13. Oktober 1975 auf den Stufen des Parlamentsgebäudes in Wellington zusammen mit 60.000 Unterschriften  überreichten.

## Hintergrund
Der Protestmarsch, als Māori-Landmarsch von 1975 bekannt, wandte sich gegen die weitere Enteignung, Landnahme und Verkauf von Māori-Land. Zwei Gesetze, der Maori Affairs Act 1953 und der Maori Affairs Amendement Act 1967 hatten die Rechte der Māori an ihrem Land weiter geschwächt. Nach 135 Jahren britischer Kolonisation besaßen die Māori von den 66 Mill. Acre Land Neuseelands 1975 gerade mal noch 2,5 Mill. Acre. Die Furcht, landlos im eigenen Land zu werden, war groß und deshalb empfanden viele, dass es Zeit zum Handeln war.

## Memorial of Right
Das Dokument, welches zwei generelle politische Forderungen enthielt (siehe unten), wurde an den verschiedenen Zwischenstopps des Marsches in entsprechenden Versammlungen von den Stammesältesten der jeweiligen Iwi unterzeichnet. Auf diesem Wege kamen über 200 Unterschriften der wichtigsten Vertreter der Māori-Stämme des Landes zusammen. Damit sollte die Einigkeit der Stämme dokumentiert und ihren Forderungen Nachdruck verliehen werden.

“Greetings to you to whose Assembly is vested all the powers to amend and adjust all laws which inflict injustice and hardship upon the Maori people, and in whom is vested the power to confirm all promises which were made to give relief to the indigenous people of New Zealand under Her Majesty's Magna Carta "Long Live The Queen"
Your maori people pray:
Firstly: That an enactment of Parliament which enshrines the spirit and intendment of this Memorial shall incorporate in it the protective principal of entrenchment whereby it shall not suffer repeal or amendment without the assent of the maori people, such assent to be forthcoming by the expression of the majority of all those persons eligible to vote as Maoris in a National Referendum.
Secondly: That all pernicious clauses in every statute of the present day or in new Statutes in the future, which have the power to take maori land, designate maori land, or confiscate maori land, be REPEALED and never to be administered on the remaining Maori Land at the present day and whereas Management, Retention and Control remain with our Maori People and their Descendents Perpetuity. Ake Ake”

„Grüße an euch, deren Versammlung mit der Macht ausgestattet ist, alle dem Volk der Maori Ungerechtigkeit und Härte widerfahren lassenden Gesetze zu berichtigen und anzupassen, die darüber hinaus mit der Macht ausgestattet ist, alle Versprechen einzulösen, die in der Magna Carta „Long Live The Queen“ abgegeben wurden, um den Ureinwohnern von Neuseeland Erleichterungen zu bringen.
Ihr Volk der Maori bittet, dass:
Erstens: Dass ein Beschluss des Parlamentes, in dem der Geist und die Intention dieses Memorials verankert sind, die Schutzklausel enthalten soll, dass dieses Memorial weder Aufhebung noch Anpassung ohne die Zustimmung des Volkes der Maori erfahren darf. Diese Zustimmung erfolgt zukünftig durch die Äußerung/Bekundung der Mehrheit der Personen, die berechtigt sind, als Maori in einem nationalen Referendum abzustimmen.
Zweitens: Dass alle schädlichen Klauseln in den aktuellen Statuten oder in zukünftigen Statuten mit der Möglichkeit Maori-Land zu nehmen, zu kennzeichnen, oder zu konfiszieren FÜR UNGÜLTIG ERKLÄRT und zum jetzigen Zeitpunkt niemals auf dem verbleibenden Maori-Land angewendet werden, wobei Verwaltung, Vorbehalt und Aufsicht dauerhaft bei unserem Volk der Maori und deren Nachkommen verbleiben. Für immer.“